# Rick Hoffman

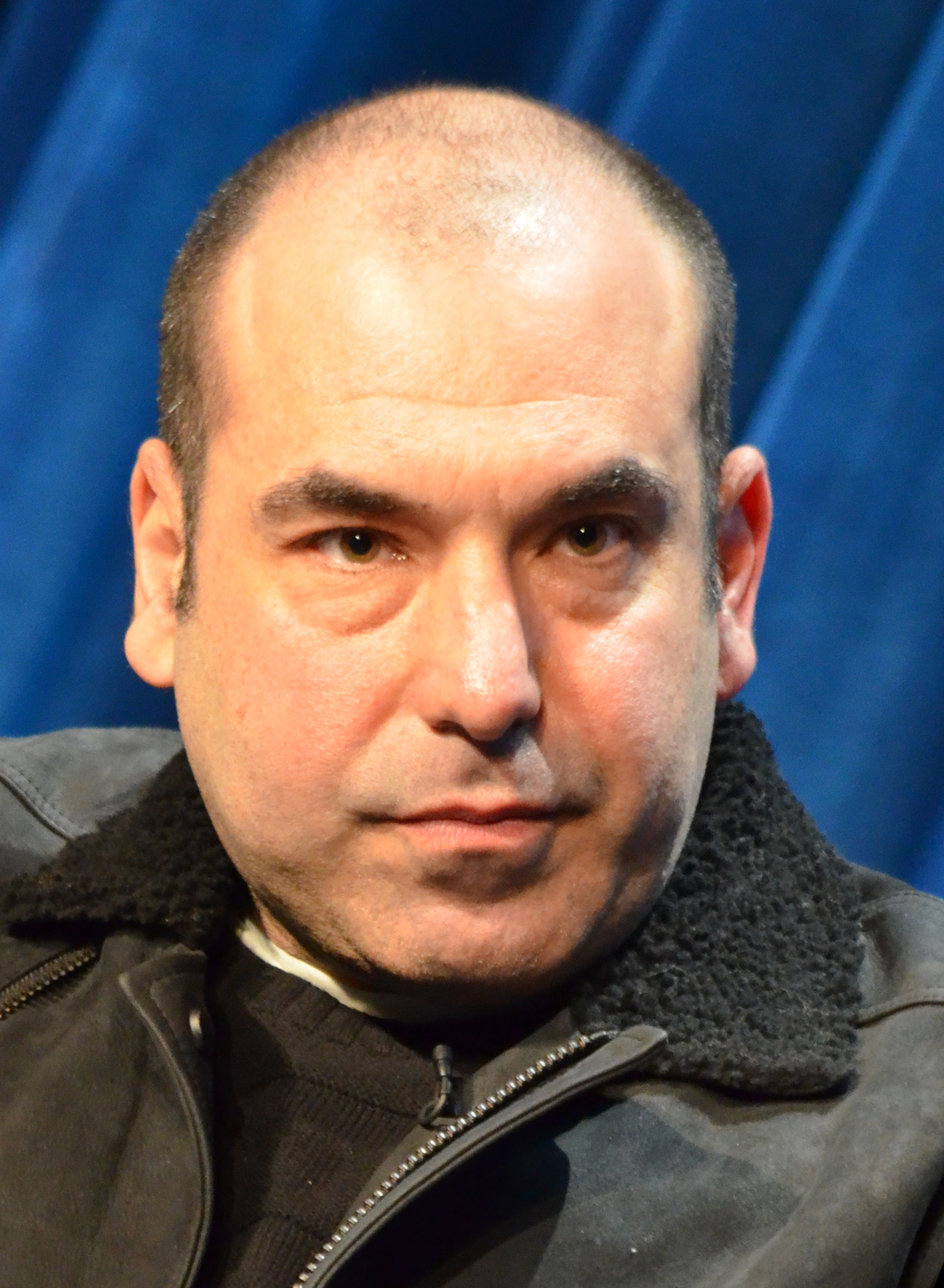
Rick Hoffman (2013)

Rick Hoffman (* 12. Juni 1970 in New York City, New York) ist ein US-amerikanischer Schauspieler, der hauptsächlich durch seine Hauptrolle als Louis Litt in der Anwaltsserie Suits bekannt wurde. Er ist seit Mitte der 1990er Jahre als Schauspieler tätig und war in mehr als sechzig Produktionen zu sehen.

## Leben
Rick Hoffman wurde in New York als Sohn von Charlie und Gail Hoffman geboren und wuchs in Roslyn Heights auf Long Island im US-Bundesstaat New York auf. Er besuchte die The Wheatley School und studierte an der John Strasberg School of Acting sowie der University of Arizona Schauspiel. Nach seinem Abschluss zog er für seine Schauspielkarriere einige Zeit nach Los Angeles und arbeitete dort als Kellner, bis er nach einigen Nebenrollen 2000 seine erste Hauptrolle als Freddie Sacker in der Fernsehserie The Street erhielt. Es folgten Hauptrollen in den ABC-Fernsehserien Philly und Jake in Progress, weitere Nebenrollen sowie einige wiederkehrende Gastrollen. Die größten Gastrollen davon waren 2002 bis 2005 zehn Folgen in der Sitcom Bernie Mac Show als Jerry Best und von 2007 bis 2009 in neun Folgen der Fernsehserie Samantha Who? als ehemaliger Boss Samanthas. 2010 erhielt Hoffman in der Anwaltsserie Suits eine Hauptrolle als Louis Litt. Mittlerweile wurde die neunte und letzte Staffel der Serie, die in Toronto gedreht wurde, ausgestrahlt. Neben seiner Arbeit in Fernsehserien spielte Hoffman auch in einigen Filmen Nebenrollen, so etwa in The Day After Tomorrow und Hostel.

## Filmografie
- 1990: Just Perfect (Fernsehfilm)
- 1996: Masked Rider (Fernsehserie, Folge 1x22)
- 1997: The Fanatics
- 1997: Fletcher’s Visionen (Conspiracy Theory)
- 1997: Carol läßt nicht locker (Alright Already, Fernsehserie, Folge 1x07)
- 1997: Pretender (The Pretender, Fernsehserie, Folge 2x04)
- 1998: Border to Border
- 1998: Lethal Weapon 4
- 1998: Skidmarks – Blutspuren (Johnny Skidmarks)
- 1999: Providence (Fernsehserie, Folge 2x07)
- 1999: V.I.P. – Die Bodyguards (V.I.P., Fernsehserie, Folge 2x02)
- 2000: Good Vibrations – Sex vom anderen Stern (What Planet Are You From?)
- 2000–2001: The $treet – Wer bietet mehr? (The $treet, Fernsehserie, 12 Folgen)
- 2000: Sterben – Aber richtig! (A Better Way to Die)
- 2001–2002: Philly (Fernsehserie, 22 Folgen)
- 2001: Looking for Bobby D (Kurzfilm)
- 2001: The Agent Who Stole Christmas (Kurzfilm)
- 2002–2005: The Bernie Mac Show (Fernsehserie, 10 Folgen)
- 2002: Andy Richter und die Welt (Andy Richter Controls the Universe, Fernsehserie, Folge 1x01)
- 2002: Blood Work
- 2002: Crossing Jordan – Pathologin mit Profil (Crossing Jordan, Fernsehserie, Folge 2x05)
- 2003: CSI: Miami (Fernsehserie, Folge 2x09)
- 2003: Farm Sluts (Kurzfilm)
- 2003: I Love Your Work
- 2003: Kate Fox & die Liebe (Miss Match, Fernsehserie, 2 Folgen)
- 2003: The Partners (Fernsehfilm)
- 2004: Final Call – Wenn er auflegt, muss sie sterben (Cellular)
- 2004: Monk (Fernsehserie, Folge 3x05)
- 2004: Our Time Is Up (Kurzfilm)
- 2004: Paradise (Fernsehfilm)
- 2004: Practice – Die Anwälte (The Practice, Fernsehserie, 3 Folgen)
- 2004: The Day After Tomorrow
- 2004: Without a Trace – Spurlos verschwunden (Without a Trace, Fernsehserie, Folge 2x13)
- 2005: CSI: NY (Fernsehserie, Folge 2x07)
- 2005: Hostel
- 2005–2006: Jake in Progress (Fernsehserie, 20 Folgen)
- 2006: American Dad (American Dad!, Fernsehserie, Folge 2x09, Stimme)
- 2006: Welcome, Mrs. President (Commander in Chief, Fernsehserie, 2 Folgen)
- 2007: CSI – Den Tätern auf der Spur (CSI: Crime Scene Investigation, Fernsehserie, Folge 8x09)
- 2007: Chuck (Fernsehserie, 2 Folgen)
- 2007: Die Todeskandidaten (The Condemned)
- 2007: Hostel 2 (Hostel: Part II)
- 2007: Postal
- 2007: Shark (Fernsehserie, Folge 1x15)
- 2007: Smiley Face
- 2007–2009: Samantha Who? (Fernsehserie, 9 Folgen)
- 2008: Las Vegas (Fernsehserie, Folge 5x16)
- 2008: Law & Order: Special Victims Unit (Fernsehserie, Folge 9x16)
- 2008: Leverage (Fernsehserie, Folge 1x03)
- 2008: Navy CIS (NCIS, Fernsehserie, Folge 5x15)
- 2009: CSI: Miami (Fernsehserie, Folge 8x02)
- 2009: Knight Rider (Fernsehserie, 2 Folgen)
- 2009: Lie to Me (Fernsehserie, Folge 1x07)
- 2009: Locker 13
- 2010: Better Off Ted – Die Chaos AG (Better Off Ted, Fernsehserie, Folge 2x11)
- 2010: Dark Blue (Fernsehserie, Folge 2x04)
- 2010: Human Target (Fernsehserie, Folge 2x01)
- 2010: Numbers – Die Logik des Verbrechens (Numb3rs, Fernsehserie, Folge 6x14)
- 2010: The Mentalist (Fernsehserie, Folge 2x22)
- 2011: Law & Order: LA (Fernsehserie, Folge 1x19)
- 2011–2019: Suits (Fernsehserie, 134 Folgen)
- 2016: Ballers (Fernsehserie, Folge 2x05)
- 2019: Pearson (Fernsehserie, Folge 1x08)
- 2020: Billions (Fernsehserie, Folge 5x07)
- 2023: Thanksgiving